# Ušivac
Ušivac (cyr. Ушивац) – wieś w Bośni i Hercegowinie, w Republice Serbskiej, w gminie Kozarska Dubica. W 2013 roku liczyła 94 mieszkańców.